# 古口大橋
古口大橋（ふるくちおおはし）は、山形県最上郡戸沢村にある最上川に架かる橋。

## 概要

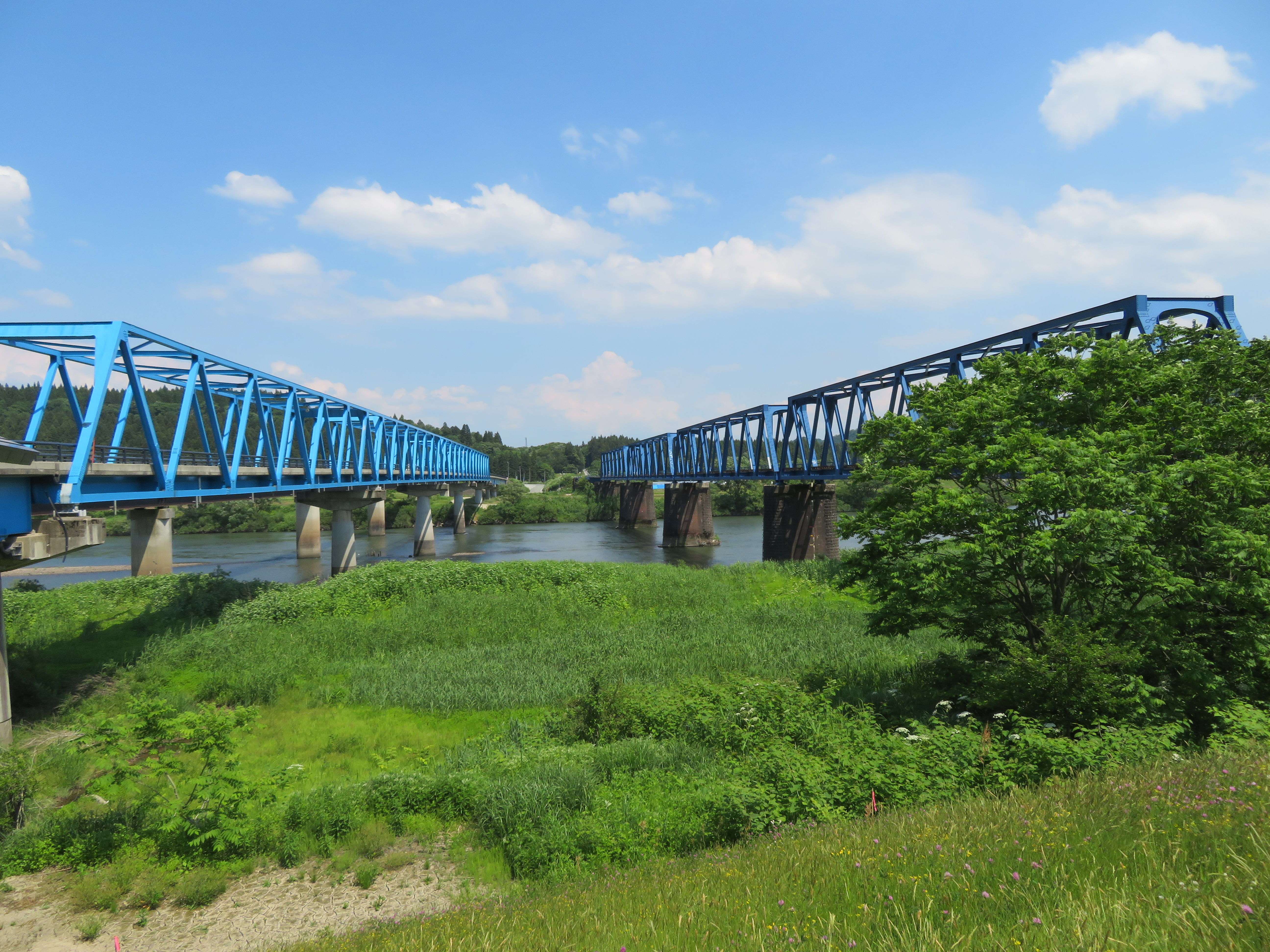
写真右側が第一最上川橋梁、左側が古口大橋

山形県道34号新庄戸沢線が通る。橋のすぐ近く（上流側）にはJR陸羽西線の第一最上川橋梁も架かる。古口大橋の古口は戸沢村の合併前に存在した古口村からきている。

## 歴史

### 橋の誕生まで
橋が完成する前は合併前の戸沢村（橋の北側）と古口村（橋の南側）を結ぶ道路橋がなく、陸羽西線を利用するか渡し舟を利用するしかなかった。車や歩行で渡るには新庄市を経由しなければいけなく、1955年の戸沢村合併後もその状況は続いていた。橋完成前は鉄橋に板を敷き、その上を歩いて移動する人もいたというが、バランスを崩して川に転落し死亡した事故も発生している。地元などの強い要望を受け山形県が1963年に工事を開始し、1963年9月に橋が完成した。古口大橋の完成により、戸沢村から鮭川村へのアクセスも向上した。

### 歩道橋の新設

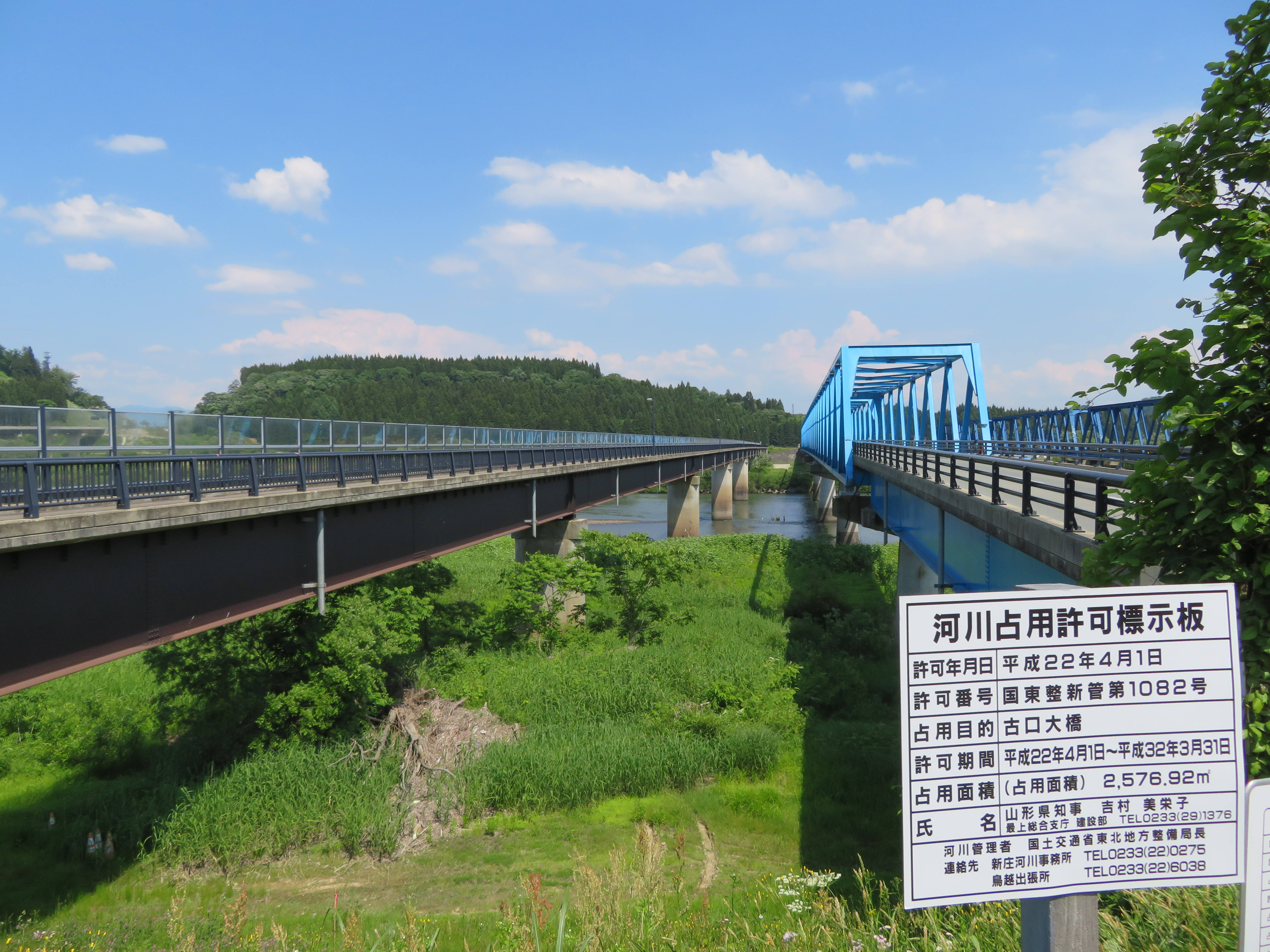
写真右側は古口大橋、左側は古口大橋歩道橋

学校に通学する子供の安全確保を目的とし、自転車と歩行者の専用道路「古口大橋自歩道橋」が2004年に併設された。